# Phobaeticus chani
Phobaeticus chani is een insect uit de familie Phasmotidae, de wandelende takken. Het is het insect met de grootst bekende lengte: 56,7 cm met poten gestrekt en 35,7 cm lichaamslengte. Het exemplaar Chan's megastick genoemd is te zien in het Natural History Museum in Londen. Het betreft een dood exemplaar. Er zijn slechts drie exemplaren van deze soort bekend, alle van het Maleisische deel van Borneo. Over dit insect is weinig geweten, maar er wordt verondersteld dat hij hoog in de bomen in het regenwoud leeft.